# Ярослав Ярополчич
Ярослав Ярополчич (Ярополкович) (1070-е — 1102/1103) — князь берестейский, старший сын владимиро-волынского князя Ярополка Изяславича.

## Биография
Точный год рождения Ярослава неизвестен. Возможно он родился в 1070-е годы.
В. Н. Татищев предполагал, что Ярополк, став волынским князем, передал в 1079 году Ярославу Луцк. Л. Войтович, приводя это известие, полагает, что Ярослав мог править Луцком до Любечского съезда (1097 год), после чего вся Волынь была отдана Давыду Игоревичу.
Согласно летописям, Ярослав владел Берестейским уделом. Неизвестно, когда именно он получил Берестье. Это могло произойти или после изгнания Давыда Игоревича из Волыни до 1099 года, или после гибели в 1099 году сменившего Давыда Мстислава Святополчича.
Впервые в летописях Ярослав упоминается только в 1101 году. В этом году он поднял восстание против дяди, великого князя киевского Святополка Изяславича. В ответ Святополк пошёл на него войной и захватил Ярослава в плен, после чего поместил в заточение в Киеве. Но по просьбе митрополита и духовенства Святополк вскоре выпустил Ярослава, взяв клятву не посягать на владения дяди и жить в Киеве.
Однако 1 октября 1101/1102 года Ярослав нарушил клятву и сбежал из Киева, направляясь в Польшу. Но на реке Нур его догнал и пленил князь Ярослав Святополчич, после чего Ярослав был вновь помещён в заточение в Киеве. Там он и умер. Повесть временных лет указывает, что Ярослав умер 11 августа 1102/1103 года , по другим сведениям Ярослав умер 20 декабря.
В летописях не указывается, был ли Ярослав женат и имел ли детей. Однако, по мнению Назаренко, сыновьями Ярослава Ярополчича были клецкий князь Вячеслав Ярославич, традиционно считающийся сыном Ярослава Святополчича, и городенский князь Всеволодко, традиционно считающийся сыном Давыда Игоревича. Согласно Татищеву Ярослав оставил после себя сына Юрия, по другим источникам не известного.